# Endgame (album Rise Against)
Endgame – szósty album studyjny amerykańskiego zespołu punk rockowego Rise Against. Został wyprodukowany przez Bill Stevenson, wydany 15 marca 2011 roku.

## Lista utworów[14]
1. „Architects” 3:42
2. „Help Is on the Way” 3:57
3. „Make It Stop (September's Children)” 3:55
4. „Disparity by Design” 3:49
5. „Satellite” 3:59
6. „Midnight Hands” 4:18
7. „Survivor Guilt” 4:00
8. „Broken Mirrors” 3:55
9. „Wait for Me” 3:40
10. „A Gentlemen's Coup” 3:46
11. „This Is Letting Go” 3:41
12. „Endgame” 3:24